# Зинковский (Удмуртия)
Зинковский — починок в Кезском районе Удмуртской республики.

## География
Находится в северо-восточной части Удмуртии на расстоянии приблизительно 29 км на север по прямой от районного центра поселка Кез.

## История
Известен с 1891 года, в 1905 году учтено 4 двора, в 1924 — 3. До 2021 года входил в состав Кулигинского сельского поселения.

## Население
Постоянное население составляло 21 человек (1905), 18 (1924), 25 человек в 2002 году (русские 72 %), 15 в 2012.